# Sendero Anhinga
El Sendero Anhinga  es un sitio histórico ubicado en Homestead, Florida. El Sendero Anhinga se encuentra inscrito  en el Registro Nacional de Lugares Históricos desde el 5 de noviembre de 1996.  

## Ubicación
El Sendero Anhinga se encuentra dentro del condado de Miami-Dade en las coordenadas 25°22′54″N 80°36′35″O / 25.381667, -80.609722.